# Censo demográfico do Brasil de 1940
O censo demográfico do Brasil de 1940 foi a quinta operação censitária realizada em território brasileiro, sendo a primeira regida pelo Instituto Brasileiro de Geografia e Estatística, instalado quatro anos antes por Getúlio Vargas, sendo o único recenseamento realizado durante o seu período de 15 anos no poder. Foi o primeiro censo a distinguir a população rural e urbana, além disso, retomou perguntas sobre cor/raça, religiosidade, escolaridade abandonadas no censo anterior. A partir deste censo foi iniciada uma tradição ininterrupta de realização de censos decenais, a exceção dos atrasos dos censos de 1991 e 2022.
O livro A Cultura Brasileira — Introdução ao Estudo da Cultura no Brasil foi escrito por Fernando de Azevedo como introdução ao Censo.